# بریا هارتلی
بریا هارتلی (انگلیسی: Bria Hartley؛ زادهٔ ۳۰ سپتامبر ۱۹۹۲) بازیکن بسکتبال اهل ایالات متحده آمریکا است.
وی در مسابقات کشوری و بین‌المللی در مجموع برندهٔ ۲ مدال طلا، ۱ مدال نقره شده‌است.